# 9217 Kitagawa
9217 Kitagawa eller 1995 WN är en asteroid i huvudbältet som upptäcktes den 16 november 1995 av den japanska astronomen Takao Kobayashi vid Ōizumi-observatoriet. Den är uppkallad efter Ryuji Kitagawa.
Asteroiden har en diameter på ungefär 2 kilometer.